# Deborah Drattell
Deborah Drattell, née à Brooklyn (New York) en 1956, est une compositrice américaine. Elle a commencé sa carrière musicale en tant que violoniste.

## Œuvre

### Opéras
- Festival of Regrets (1999)
- Marina Tsvetaeva (2000)
- Lilith (2001)
- Nicholas and Alexandra (2003, opéra de Los Angeles), libretto de Nicholas Von Hoffman, avec Plácido Domingo comme Rasputin, Nancy Gustafson comme Alexandra et Rod Gilfry comme Nicholas.
- Best Friends (2005), libretto de Wendy Wasserstein et Christopher Durang